# Лиса Тадео
Лиса Тадео (енгл. Lisa Taddeo, Шорт Хилс, Њу Џерзи, 1980) је америчка књижевница и новинарка позната по својој књизи Three Women (Три жене).  Рад Лисе Тадео се појавио у антологијама The Best American Political Writing и The Best American Sports Writing anthologies. 

## Младост
Тадео је рођена у Шорт Хилсу у Њу Џерсију. Њени родитељи су Петер Тадео, италијанско-амерички лекар, и Пиа, благајница штандова воћа из Италије.    

## Образовање
Лиса Тадео је прво похађала Универзитет у Њујорку, али се пребацила на Rutgers University. Тадео је завршила мастер ликовних уметности из фикције на Универзитету у Бостону.

## Писање
Тадео је била помоћник уредника у Golf Magazine када је David Granger доделио њено прво дело за Esquire, The Last Days of Heath Ledger (Последњи дани Хита Леџера),  након што је прочитао њен необјављен роман. 
Године 2015. The Washington Post назвао је њен чланак из New York Magazine, Rachel Uchitel is Not A Madam,  једним од својих пет најбољих дугачких штива које издржавају тест времена. 
Године 2013. појавила се у емисији Esquire Network's-а поводом 80. годишњице.
Награђена је наградом Вилијам Холоднок за белетристику и наградом Florence Engel Randall за белетристику.
Тадео је двоструки добитник награде Пушкарт за своје кратке приче 42 (2017), објављене у New England Review,    и Suburban Weekend (2019), објављене у Granta. 
Њену књигу Three Women (Три жене) објавили су Симон и Шустер у јулу 2019. Књига је фасцинантна истинита прича о сексуалном животу трију стварних жена, утемељена на готово десет година прикупљања извештаја. Три жене је била најбоља књига године у часописима и новинама: The Washington Post, New York Public Library, PBS, Time, Economist, Entertainment Weekly, Financial Times, Shelf Awareness, The Guardian, Sunday Times, BBC, Esquire, Good Housekeeping, Elle.
У јуну 2020. освојила је награду за наративну публицистичку књигу године на British Book Awards. 
Animal (Животиња), њен дебитантски роман, објавио је Avid Reader Press у лето 2021. и говори о „и сестринству и женском бесу..." 
Године 2022. објавила је трећу књигу Ghost Lover, збирку од девет неустрашивих и свирепих кратких прича.

## Телевизија
У јулу 2019. Showtime је најавио адаптацију серије Three Women (Три жене).  Тадео је писала и била извршни продуцент серије.